# César Coll
César Luis Coll Carabias is een Mexicaans politicus van de Nationale Actiepartij (PAN).
Coll is afkomstig uit de Mexico Stad uit een familie van Catalaanse afkomst en is afgestudeerd als ingenieur aan de Nationale Autonome Universiteit van Mexico. Van 1988 tot 1991 had hij zitting in de Kamer van Afgevaardigden en in 1995 werd hij als eerste oppositiekandidaat gekozen tot burgemeester van Guadalajara, de tweede stad van Mexico. Coll stond bekend als erg conservatief, iets waar hij regelmatig het landelijke nieuws mee haalde.
Van 2007 tot 2012 is Coll voorzitter van de Statelijke Watercommissie van Jalisco.